# Joseph Okumu
Joseph Stanley Okumu, född 26 maj 1997 i Kisumu, är en kenyansk fotbollsspelare som spelar för franska klubben Reims. Han representerar även det kenyanska landslaget.

## Karriär
Efter spel i kenyanska ligan, sydafrikanska ligan och MLS lägre divisioner flyttade Okumu inför säsongen 2019 till IF Elfsborg. Sommaren 2021 värvades Okumu av belgiska Gent där han spelade fram till 2023. Inför säsongen 2023 värvades mittbacken av franska Reims.